# Zawołżskoje
Zawołżskoje (ros. Заволжское) – wieś w Rosji, w obwodzie astrachańskim, w rejonie charabalińskim. W 2010 liczyła 1467 mieszkańców.